# Maculonaclia sanctamaria
Maculonaclia sanctamaria är en fjärilsart som beskrevs av Griveaud 1964. Maculonaclia sanctamaria ingår i släktet Maculonaclia och familjen björnspinnare. Inga underarter finns listade i Catalogue of Life.